# Elfenbenskystens flag
Elfenbenskystens flag har tre lige store lodrette bånd af orange, hvid og grøn. Flaget blev vedtaget den 3. december 1959 og har et forhold på 2:3.